# AISA I-11
El AISA I-11, también conocido como "Vespa" o "Peque", es un monoplano biplaza de turismo y entrenamiento, diseñado por Iberavia, pero fabricado por AISA, que fue un intento malogrado de lograr un avión versátil y polivalente.

## Diseño y desarrollo

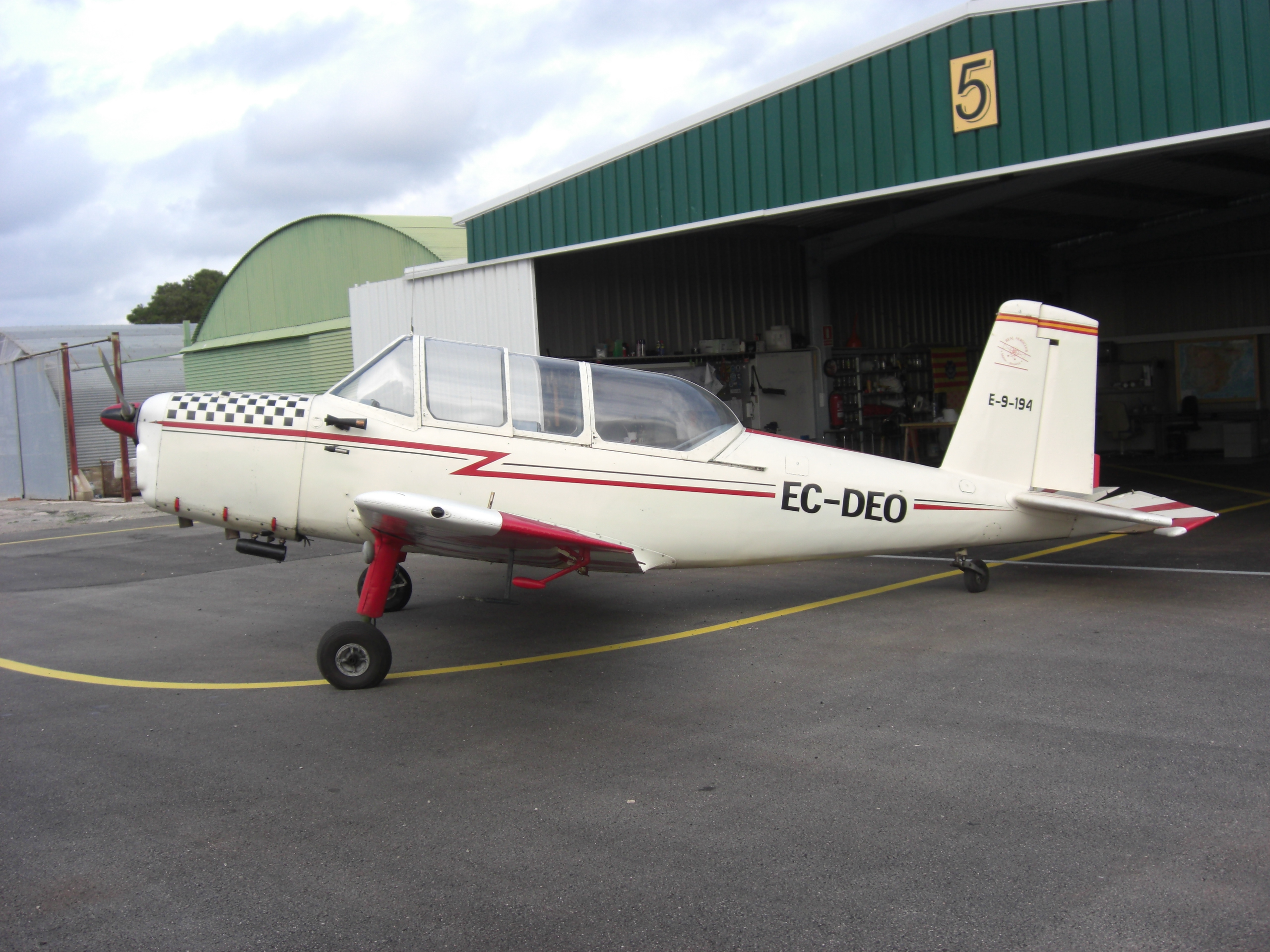
AISA I-115

En 1948 se fundó en Madrid la oficina técnica aeronáutica Iberavia. Después de diseñar un planeador y la avioneta de entrenamiento I-11, Iberavia fue absorbida por AISA (Aeronáutica Industrial S.A.), pasando a ser su Departamento de Prototipos.
Del I-11 se construyeron dos prototipos, volando el primero (EC-AFE) el 16 de julio de 1951 desde Cuatro Vientos, y el segundo, EC-AGZ, el 19 de julio siguiente.
El modelo I-11, caracterizado por su tren de aterrizaje triciclo y su motor Continental C85, evolucionó rápidamente al modelo I-11B, con tren de patín de cola y motor Elizalde Flecha F-1 de 90 cv. El primero de los dos prototipos del I-11B, EC-AIV, realizó su primer vuelo el 16 de octubre de 1953, siendo este modelo el definitivo que se fabricó en serie.
Disponía de flaps de dos posiciones de madera con revestimiento de abedul, accionados manualmente, y era conocido extraoficialmente como "Vespa", comenzando sus vuelos en la Base Aérea de San Javier (Murcia) como avión escuela elemental.
Aunque al principio se desarrolló el modelo I-11B con el motor español Elizalde/ENMASA Flecha F-1, se optó por cambiarlo por el norteamericano Continental C90, ambos muy similares en diseño, apariencia y potencia, pues ambos tienen 90 cv y cuatro cilindros opuestos dos a dos (motor bóxer). 
Del modelo I-11B se fabricaron un total de 192 unidades, incluyendo dos prototipos, siendo destruidas además 40, totalmente terminadas y listas para su entrega al Real Aero Club de España (RACE), en un incendio en la fábrica de AISA en Carabanchel. Su mayor usuario fue el Ejército del Aire español, bajo la denominación L.8C, con 23 unidades adquiridas en un principio, y luego entre los años 1955 y 1957, realizando nuevos pedidos por un total de 135 unidades, hasta que la fábrica alcanza el modelo fabricado n.º 192, que sería el último. 
Sin embargo, fueron siendo transferidas entre los años 1957 y 1958 a otras unidades, donde realizaron misiones de enlace hasta el final de su vida militar, ya que se consideró más interesante volver a usar los veteranos biplanos Bücker Bü 131 Jungmann para entrenamiento. En un intento de paliar sus deficiencias, algunos modelos de serie fueron equipados con el motor ENMASA “Flecha”, proyectado especialmente para este avión, y que no dio el resultado esperado.
El Ejército del Aire solicitó 200 unidades de una nueva aeronave con asientos en tándem, que fueron designados I-115 por el fabricante, E.6 por el Ejército del Aire y 'Garrapata' popularmente. Era una aeronave mayor y más pesada, propulsada por un motor invertido ENMASA Tigre de 112 kW (150 hp) refrigerado por aire.
Diez años después, en 1966/67, una gran cantidad de aparatos supervivientes (110 ejemplares) fueron cedidos al RACE por el Ejército del Aire, repartiéndose por los aeroclubs de España para continuar con su tarea de formación e instrucción de pilotos civiles.
El Real Aero Club de España obsequió a S.A.R. el infante Alfonso de Orleans y Borbón con un ejemplar de I-11B, con el que voló durante muchos años, y que finalmente fue cedida al Museo del Aire en 1978 y en donde hoy puede contemplarse de cerca.
Actualmente quedan aproximadamente una docena de aviones I-11B en vuelo, destacando los ejemplares de la Fundación Aérea de la Comunidad Valenciana (FACV), Fundación Infante de Orleans (FIO) y Fundació Parc Aeronáutic de Catalunya (FPAC).

## Variantes

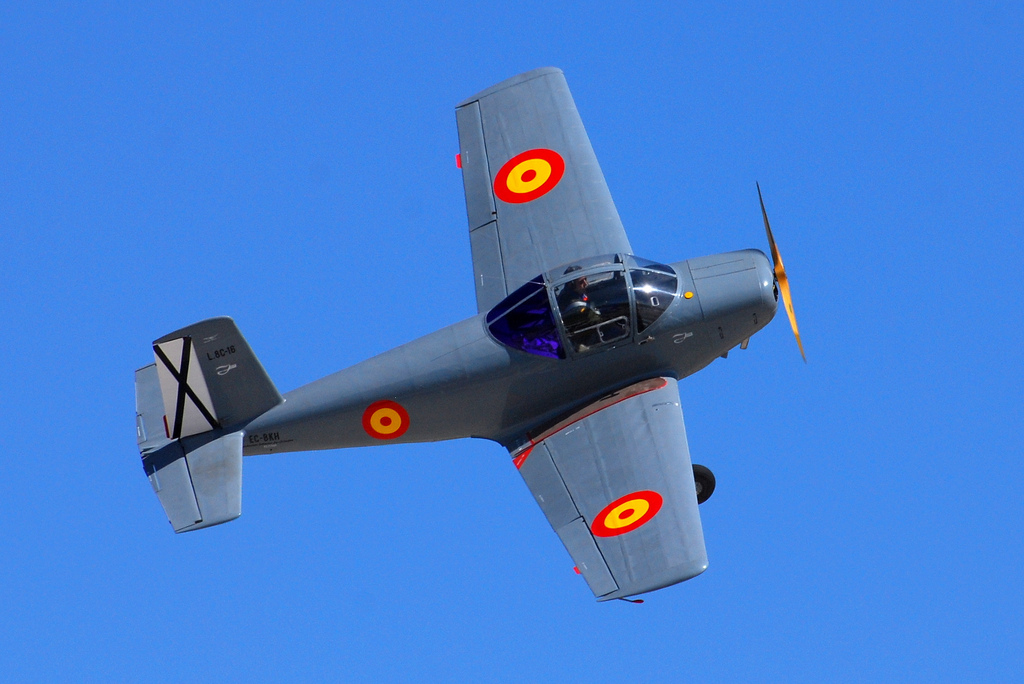
AISA I-11B Peque (L.8C-16/EC-BKH).

I-11
Dos prototipos (EC-AFE y EC-AGZ) construidos por Iberavia, tren de aterrizaje triciclo.
I-11B
Ejemplares de producción, con tren de aterrizaje convencional (patín de cola) y fabricados por AISA, 192 construidos.
L.8C
Designación del I-11B dada por el Ejército del Aire.
I-115
Versión de asientos en tándem, designado E.6 por el Ejército del Aire español.

## Operadores
España
- Ejército del Aire

## Especificaciones

### Características generales
- Tripulación: Uno (piloto)
- Capacidad: Un pasajero
- Longitud: 6,7 m (22,1 ft)
- Envergadura: 9,3 m (30,6 ft)
- Altura: 1,9 m (6,2 ft)
- Superficie alar: 13,4 m² (144,2 ft²)
- Peso vacío: 421 kg (927,9 lb)
- Peso máximo al despegue: 670 kg (en configuración semiacrobática)
- Planta motriz: 1× motor bóxer de cuatro cilindros refrigerado por aire Continental C90-12F (algunos ejemplares con motor ENMASA Flecha F-1 de 93 cv).
  - Potencia: 66 kW (91 HP; 90 CV)

### Rendimiento
- Velocidad máxima operativa (Vno): 200 km/h (124 MPH; 108 kt)
- Velocidad crucero (Vc): 177 km/h (110 MPH; 96 kt)
- Alcance: 650 km (351 nmi; 404 mi)
- Techo de vuelo: 4700 m (15 420 ft)
- Régimen de ascenso: 3,3 m/s (650 ft/min)

## Aeronaves relacionadas

### Desarrollos relacionados
- AISA I-115

### Secuencias de designación
- Secuencia L._ (Aviones Utilitarios del Ejército del Aire, 1954-1978): ← L.3 - L.6 - XL.7 - L.8 - L.9 - XL.10 - L.12 →